# Михаил Лъкатник
Михаил Лъкатник е литературното име на поета и писателя Михаил Георгиев Арнаудов. Основна част в творчеството му заемат различни по жанр творби за деца и юноши. Най-популярната му творба е приключенският роман „Белият кораб“.

## Биография
Михаил Арнаудов учи в Бургаската и Софийската търговска гимназия. Първите му стихотворения се появяват през 1940 във вестник „Възход“ (Бургас). От 1943 публикува стихове и фейлетони в списание „Златорог“. Сътрудничи на списанията „Стършел“ и „Сфинкс“, както и на вестниците „Щука“ и „Нашенец“. Военен кореспондент по време на участието на България във войната срещу Третия Райх (1944-1945), редактор във в. „Народна войска“ (1944-1945) и „Литературен фронт“ (1945-1946). Пише първите си творби за деца за в. „Септемврийче“ - 1947. Редактор в Детска редакция на Радио София през 1950-1953 и в издателство „Български художник“ през 1961-1962. Редактор на в. „Септемврийче“ (1947-1949, 1957-1960, 1963-1968), а от 1969 до 1974 е главен редактор на сп. „Славейче".

## Други
На негово име днес е наречено училище за деца от 1-ви до 4-ти клас в гр. Бургас, а в гр. Ямбол ежегодно се провежда Национален куклено-театрален фестивал „Михаил Лъкатник“ с международно участие.